# Siewka szara
Siewka szara (Pluvialis dominica) – gatunek średniej wielkości ptaka wędrownego z rodziny sieweczkowatych (Charadriidae). Występuje w północnej części Ameryki Północnej, zimuje w Ameryce Południowej. Nie jest zagrożony wyginięciem.

## Systematyka
Jest to gatunek monotypowy. Niegdyś uważano, że siewka szara i bardzo podobna do niej siewka złotawa są podgatunkami tego samego gatunku Pluvialis dominica. Badania prowadzone od 1983 roku na zachodniej Alasce, która jest obszarem ich współwystępowania, wykazały jednak, że ptaki z obu podgatunków różnią się wielkością i upierzeniem, głosem godowym, zakładają gniazda w innych miejscach, a przede wszystkim w ogóle nie krzyżują się między sobą. Uznano to za wystarczające przesłanki, aby wydzielić dwa gatunki: siewka szara (Pluvialis dominica) i siewka złotawa (Pluvialis fulva).

## Zasięg występowania
Zamieszkuje północną część Ameryki Północnej – od zachodniej Alaski przez północną Kanadę po Ziemię Baffina. Zimuje w Ameryce Południowej, głównie od południowo-wschodniej Brazylii i Paragwaju na południe po północno-wschodnią Argentynę; niektóre osobniki dolatują do Patagonii i Ziemi Ognistej. Sporadycznie zalatuje do Europy, w tym wyjątkowo do Polski (stwierdzona tylko cztery razy – w 2002, 2018, 2021 i 2022 roku).

## Morfologia

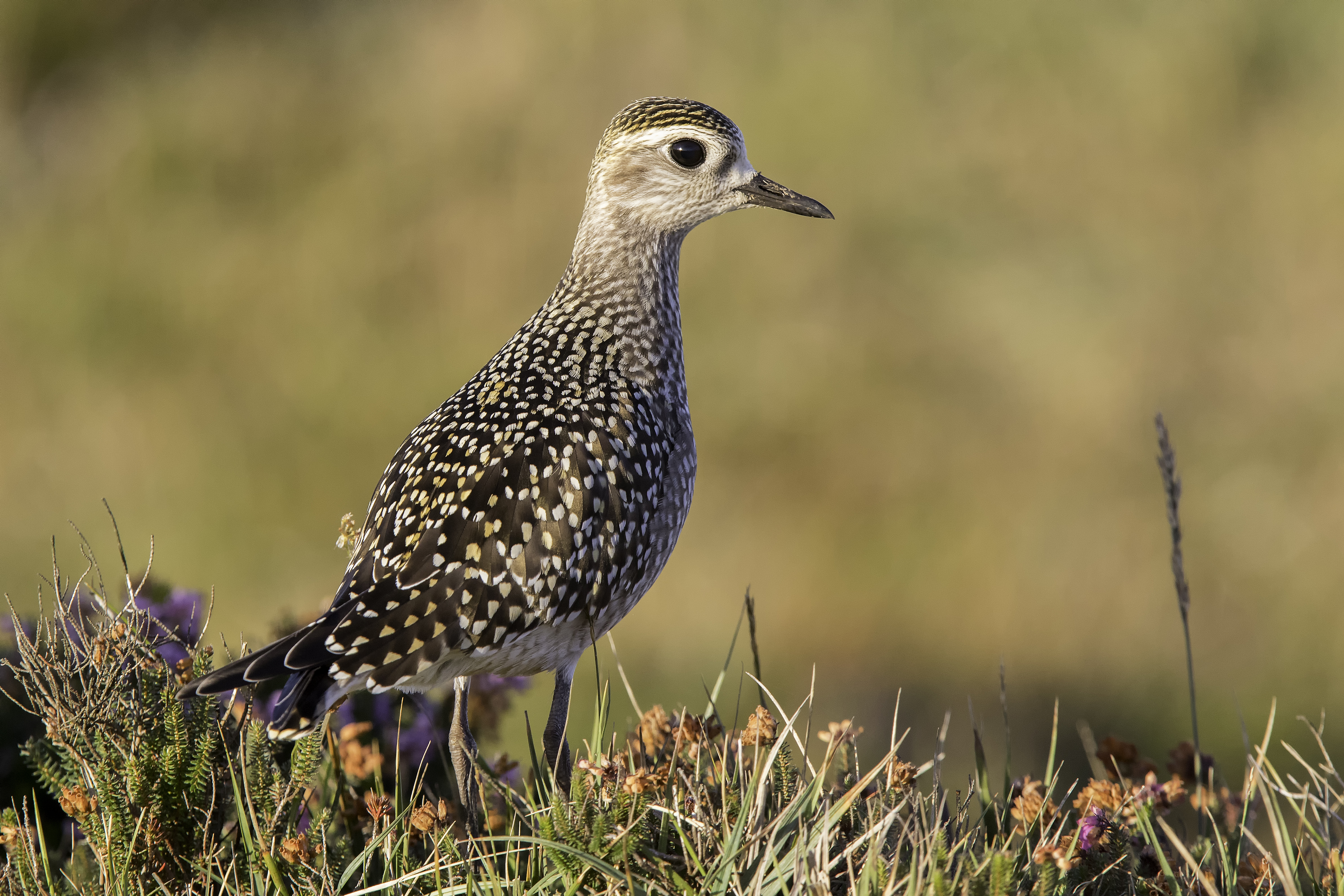
Siewka szara w szacie spoczynkowej

WyglądW szacie godowej samiec ma wierzch ciała ciemny, gęsto pokryty żółtymi, czasem z zielonkawym odcieniem, plamkami. Spód ciała czarny poza pokrywami podogonowymi, które są białe. Czoło, boki głowy i szyi również białe, oddzielają złoto-czarny wierzch ciała od czarnej plamy na spodzie. Dziób i nogi ciemne. Samica podobna, lecz na czarnej plamie na spodzie ciała znajdują się białe plamki. Osobniki młodociane i dorosłe w szacie spoczynkowej mają jasny spód ciała z ciemnymi plamkami na piersi i szyi. Od siewki złotawej różni się bardziej krępą sylwetką i krótszymi nogami.
Wymiary średniedługość ciała 24–28 cm
rozpiętość skrzydeł 65–72 cm
masa ciała 106–194 g

## Ekologia i zachowanie

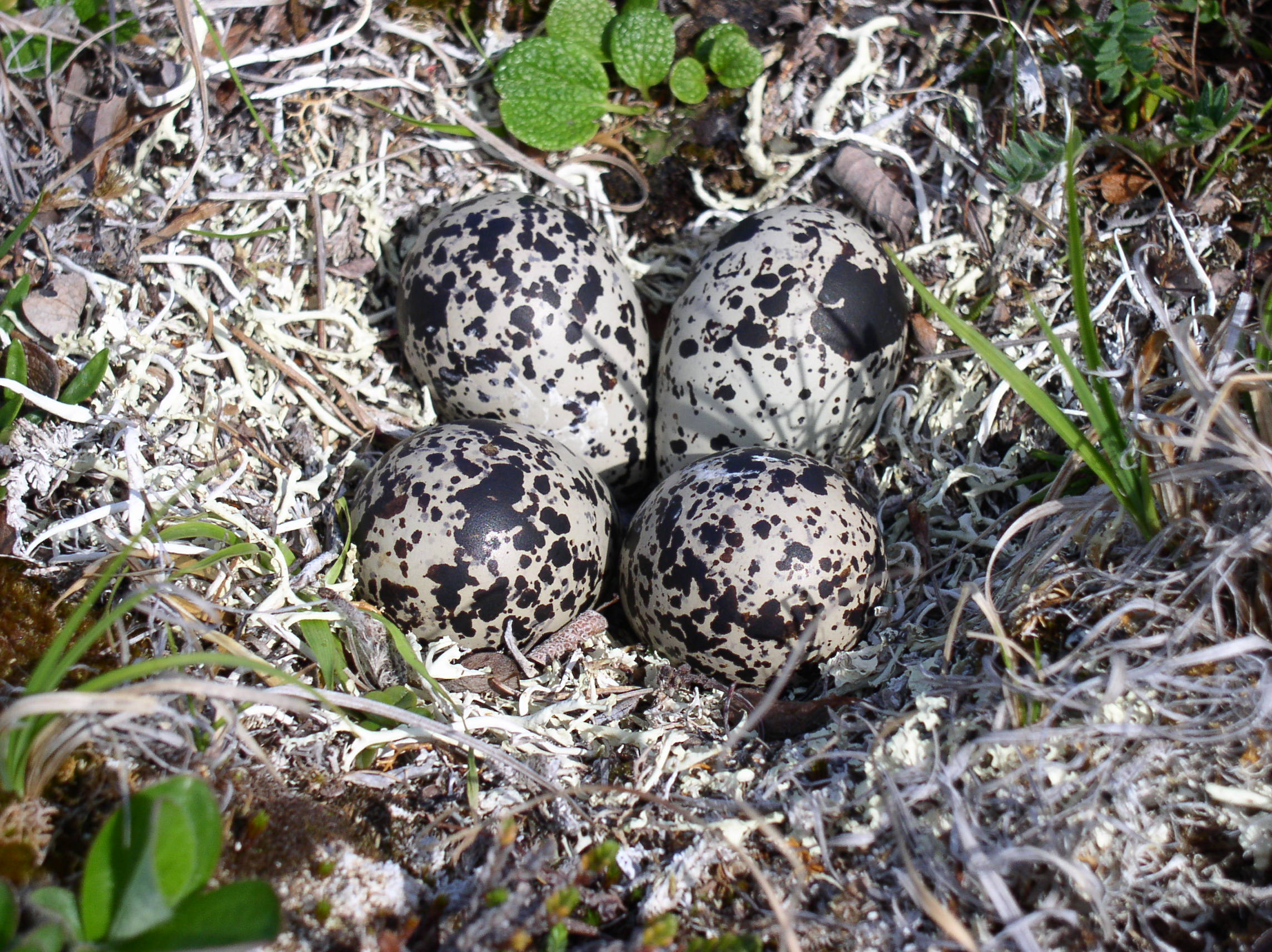
Gniazdo z jajami

BiotopTundra, zimuje na morskich wybrzeżach, równinach i bagnach.
GniazdoZagłębienie w ziemi wykonane przez samca, wyłożone porostami, suchymi liśćmi, trawą i mchem.
JajaW ciągu roku wyprowadza jeden lęg, składając 3–4 cieliste, pokryte brązowymi plamkami jaja.
Wysiadywanie, pisklętaJaja wysiadywane są od zniesienia pierwszego jaja przez okres 26–27 dni przez obydwoje rodziców. Pisklęta pierzą się w wieku 22–24 dni, po czym się usamodzielniają.
PożywienieBezkręgowce, głównie owady, ale także robaki, pająki, drobne mięczaki i skorupiaki; skład diety uzupełniają nasiona traw i jagody.

## Status i ochrona
Międzynarodowa Unia Ochrony Przyrody (IUCN) uznaje siewkę szarą za gatunek najmniejszej troski (LC – Least Concern) nieprzerwanie od 1988 roku. Liczebność światowej populacji, według szacunków BirdLife International z 2024 roku, mieści się w przedziale 1–6 milionów dorosłych osobników (wcześniejsze szacunki były mocno zaniżone). Ogólny trend liczebności populacji uznawany jest za spadkowy.
W Polsce podlega ścisłej ochronie gatunkowej.